# Helicopis pseudalbocincta
Helicopis pseudalbocincta is een vlinder uit de familie van de prachtvlinders (Riodinidae). De wetenschappelijke naam van de soort is voor het eerst geldig gepubliceerd in 1939 door Le Moult.